# Lioconcha lamprelli
Lioconcha lamprelli is een tweekleppigensoort uit de familie van de venusschelpen (Veneridae). De wetenschappelijke naam van de soort werd in 2008 gepubliceerd door Robert Moolenbeek, Henk Dekker & Sancia van der Meij. De soort werd vernoemd naar Kevin Lamprell, een kenner van de Indopacifische tweekleppigen, en in het bijzonder van het geslacht Lioconcha, en de verzamelaar van het holotype. Het type komt van Slasher's Reef, voor de kust van Queensland. De soort is ook gevonden op het Great Barrier Reef. Sommige exemplaren van deze soort in museumcollecties waren voorheen opgevat als Lioconcha ornata, een soort die in 1817 voor het eerst van de wateren bij Mauritius werd beschreven.
De afmetingen van het holotype zijn: lengte 39,6 mm, hoogte 35,2 mm, dikte 25,3 mm.